# Chota Roustavéli
Œuvres principales
- Le Chevalier à la peau de panthère

Chota Roustaveli (né vers 1172 en Géorgie ; † vers 1216, probablement à Jérusalem), en géorgien : შოთა რუსთაველი, ou Chota de Roustavi, était un écrivain géorgien du XIIe siècle. Considéré par beaucoup comme l'un des meilleurs représentants de la littérature médiévale, on le surnomme « l'Homère du Caucase ».
Il est l'auteur de l'épopée Le Chevalier à la peau de panthère. Composée de 1671 quatrains, elle est considérée comme un chef-d'œuvre en Géorgie. Chacune des familles géorgiennes possède au minimum un exemplaire illustré de ce livre, et dans l'éducation géorgienne les élèves se doivent d'en connaître une partie des quatrains. Il a été traduit en français par Gaston Bouatchidzé. Serge Tsouladze en fit une autre traduction en 1965, laquelle fut couronnée par l'Académie française la même année (Gallimard/Unesco). Ce livre utilise l'orthographe "Roustavéli", avec accent. Il aurait également composé une Histoire de la vie de la reine Tamar, dont on n'a aucune trace.

## Éléments de biographie
On sait peu de choses de sa vie. Il se dit dans son poème d'origine meskh (strophe 1583). Pour Jean-Pierre Mahé, le seul document sérieux concernant le poète est une fresque et son inscription au monastère de la Croix à Jérusalem  : « À Chota, qui a peint (ou fait peindre) ceci, que Dieu le pardonne. Amen. Roustavéli. »
Son prénom, Chota, n'est révélé que par quelques documents postérieurs : le registre des décès du monastère indique celui du « trésorier Chota ». C'est effectivement à Jérusalem qu'il serait mort, alors qu'il était chargé de la reconstruction de ce monastère aujourd'hui grec, mais à l'époque géorgien.
Son nom Roustavéli signifie « de Roustavi », et il existe effectivement un village de ce nom dans la région historique de Meskhétie, aujourd'hui en Samtskhé-Djavakhétie (sud-ouest de la Géorgie). Son nom est également mentionné dans un manuscrit géorgien du Xe siècle (soit au moins deux siècles avant le poète) découvert au monastère Sainte-Catherine du Sinaï, sous la forme Rousvistavéli : il désigne une famille de seigneurs héréditaires de Roustavi, en Kakhétie ; et il y a tout lieu de croire que le poète appartient bien à cette famille.

## La légende
Orphelin confié à un oncle moine, il aurait fait ses études à Constantinople, au Mont Athos et à l'académie d'Ikalto, en Kakhétie. Il a été un temps trésorier de la reine Tamar, dont la légende dit qu'il aurait été épris, et aurait participé à la plupart de ses campagnes. Et ce serait à la suite de sa mort en 1213 qu'il aurait quitté la Géorgie pour Jérusalem. Il aurait aussi, selon Ioané Bagrationi, prélat du début du XIXe siècle, été philosophe, théologien et astrologue.
Le Chevalier à la peau de panthère ne serait pas sa seule œuvre, bien qu'elle soit la seule qui nous soit parvenue : il aurait commencé sa carrière littéraire par des odes à la reine et le catholicos Anton Ier (XVIIIe siècle) lui attribue une Histoire de la vie de la reine Tamar.

## Postérité et hommages

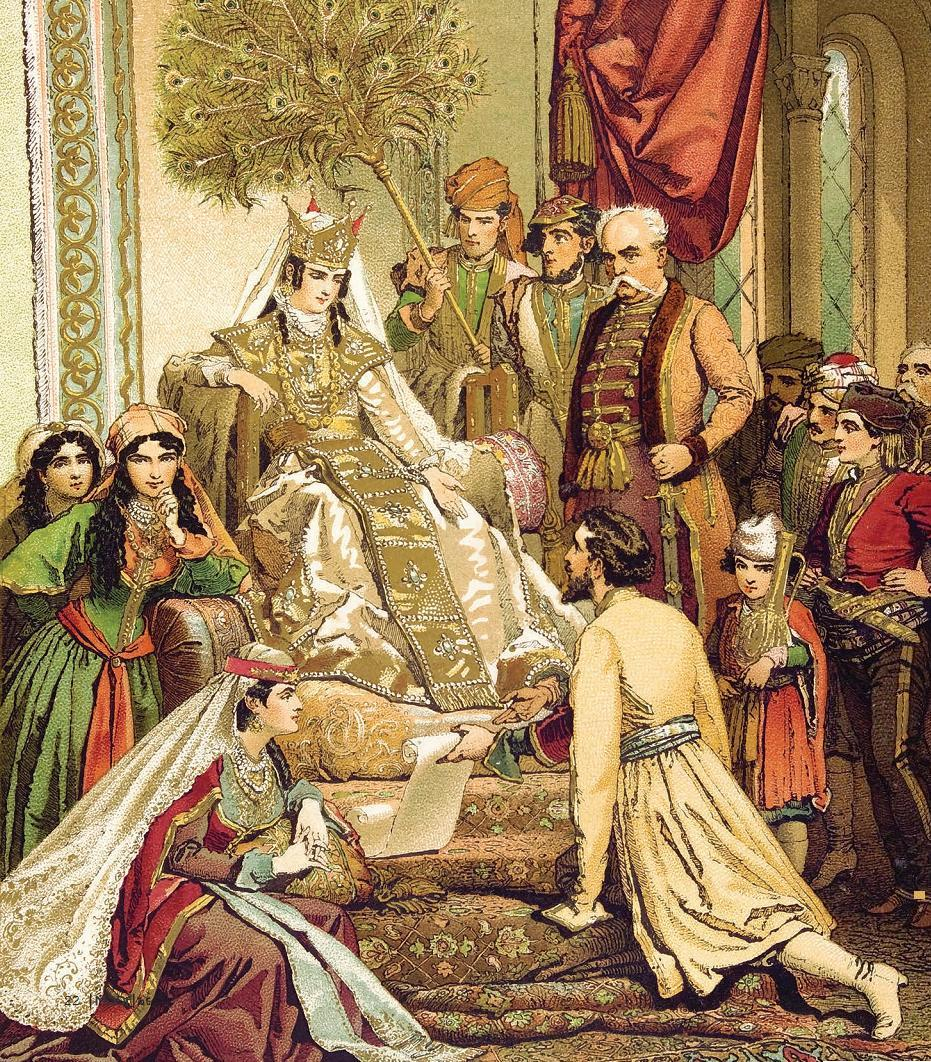
Mihály Zichy, Chota Roustavéli présente son poème à la reine Tamar, vers 1880

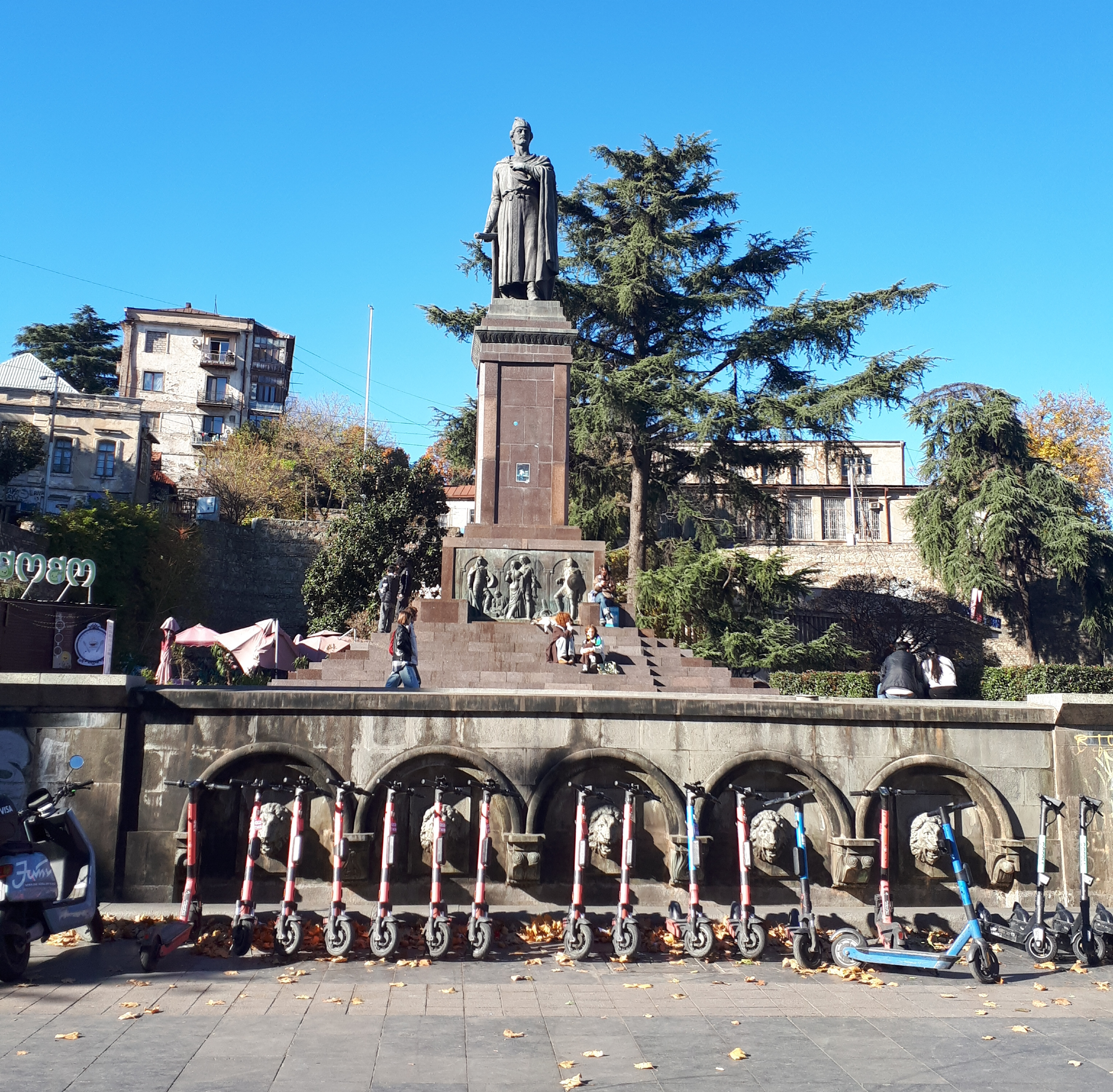
Le monument Chota Roustavéli à Tbilissi, place Roustavéli

Roustavéli a nourri pendant des siècles, et continue à nourrir la littérature géorgienne : le roi Artchil Ier est l'auteur d'un dialogue entre le poète et un roi.
Chaque ville de Géorgie possède une rue importante ou une place Roustavéli ; la station de métro la plus proche du centre historique de Tbilissi, près de la place de la Liberté, porte son nom, et donne sur l'avenue Roustavéli. Il donne son nom au premier théâtre de Tbilissi.
- Chota Roustavéli est un ballet composé par Arthur Honegger (actes I et IV), Alexandre Tcherepnine (acte II) et Tibor Harsányi (acte III),sur un livret de Nicolas Evreïnoff[13] et sur une base rythmique de Serge Lifar, en 1945, et créé à Monte-Carlo le 14 mai 1946[14].
- Un bassin de l'hémisphère nord de Mercure a été baptisé du nom du poète[15].
- (1171) Rusthawelia, astéroïde nommé en son honneur.